# Обикновена подсунка
Обикновена подсунка (Heliotropium europaeum) е вид едногодишно растение от род Подсунка (Heliotropium), местен за Европа, Азия и Северна Африка и широко натурализиран в Австралия и Северна Америка. Растението е включено в списъка на лечебните растения съгласно Закона за лечебните растения.
На места расте като крайпътен плевел. Расте от основен корен и достига максимална височина до 40 см. Стъблото и овалните листа са покрити с меки власинки. Съцветията са класове от бели цветчета, всяко с диаметър от няколко милиметра. Плодът е орехче с неравна повърхност.

## Токсичност
Обикновената подсунка съдържа пиролизидинови алкалоиди и е отровна.